# Tveta socken, Södermanland
Tveta socken i Södermanland ingick i Öknebo härad, uppgick 1963 i Södertälje stad och området ingår sedan 1971 i Södertälje kommun och motsvarar från 2016 Tveta distrikt.
Socknens areal var 45,4 kvadratkilometer, varav 39,00 land. År 2000 fanns här 7 245 invånare.  Södertäljestadsdelen Hovsjö, tätorten Pershagen samt sockenkyrkan Tveta kyrka ligger i socknen.  

## Administrativ historik
Tveta socken har medeltida ursprung.
Vid kommunreformen 1862 övergick socknens ansvar för de kyrkliga frågorna till Tveta församling och för de borgerliga frågorna till Tveta landskommun. Enligt kungligt brev 6 december 1912 överfördes Bränningström 1/4 till Södertälje stad . Landskommunen inkorporerades 1952 i Östertälje landskommun som 1963 uppgick i Södertälje stad som 1971 ombildades till Södertälje kommun. Församlingen uppgick 2002 i Södertälje-Tveta församling som 2010 uppgått i Södertälje församling.
1 januari 2016 inrättades distriktet Tveta, med samma omfattning som församlingen hade 1999/2000.  
Socknen har tillhört län, fögderier, tingslag och domsagor enligt vad som beskrivs i artikeln Öknebo härad. De indelta soldaterna tillhörde Livregementets grenadjärkår, Södermanlands kompani. De indelta båtsmännen tillhörde Första Södermanlands båtsmanskompani.

## Geografi
Tveta socken ligger närmast sydväst om Södertälje och väster om Hallsfjärden kring sjöarna Vällingen, Måsnaren och Lanaren. Socknen är en svagt kuperad sjörik skogsbygd.

## Fornlämningar
Från bronsåldern finns några gravrösen. Från järnåldern finns 19 gravfält och en fornborg. En runsten finns inmurad i kyrkan.

## Namnet
Namnet (1291 Thuetum) är ett bygdenamn som innehåller plural av tvet, 'röjning'.